# ニジニ・ノヴゴロド州

ニジニ・ノヴゴロド州
ロシア語: Нижегородская область

ニジニ・ノヴゴロド州（ニジニ・ノヴゴロドしゅう、Нижегородская область, Nizhny Novgorod Oblast）はロシア連邦の州（オーブラスチ）。州都はニジニ・ノヴゴロド。沿ヴォルガ連邦管区に属する。
「Нижегородская область」（ニジェゴロドスカヤ・オブラースチ）というロシア語表記から、英語では「Nizhegorod Oblast」、日本語ではニジェゴロド州と表記される場合もある。

## 地理
北にイヴァノヴォ州、キーロフ州、東にマリ・エル共和国、チュヴァシ共和国、南にモルドヴィア共和国、リャザン州、西にコストロマ州、ヴラジーミル州と隣り合う。
州の中央をヴォルガ川が通り、左岸（北側）の平野部と右岸（南部）の丘陵部に分けている。その北岸にタイガがあり、その南側のワタスゲ属、ミズゴケ属、スゲ属、ヨシ属の生える泥炭地、ボグ、フェン、湖沼およびマツ属、カバノキ属、ヤマナラシ属の森林があるカマ＝バカルディノ湿地一帯は1994年にラムサール条約登録地となり、2002年にユネスコの生物圏保護区にも指定された。
州都ニジニ・ノヴゴロドは州のほぼ中央に位置し、ヴォルガ川に臨む。ヴォルガ川やその支流のオカ川、クリャスマ川の河川交通が重要である。また、シベリア鉄道が通り、モスクワと東部を結ぶ陸上交通の要衝でもある。
ロシア正教古儀式派の伝説上の聖地であるキーテジが沈んでいるとされるスヴェトロヤール湖は州の中西部にある。
大陸性の気候。1月の平均気温は-12度、7月の平均気温は+19度。年間の平均降水量は約500mm。

## 住民
住民の大部分はロシア人であるが、モルドヴィン人、タタール人、ウクライナ人などもいる。

## 歴史
一帯は、1393年にモスクワ大公国に併合された。19世紀後半に急速な工業化を遂げた。
1929年1月14日に州が設置された。
ソビエト連邦時代（1932年から1990年）にはマクシム・ゴーリキーの故郷であることから、ニジニ・ノヴゴロド市はゴーリキーと改称され、州もゴーリキー州と呼ばれていた。

## 産業
天然資源には乏しいが、機械製造、食品加工、化学工業などが盛んであり、特に自動車製造に関しては国内における商用車生産の拠点となっている。
2006年から宮城県と自治体レベルで経済交流を行っている。

## 都市
州内には25の都市と4,500の集落がある。最大の都市である州都ニジニ・ノヴゴロドのほかに、主な都市としてゼルジンスク、アルザマス、サロフ、パヴロヴォ、クストヴォ、バラフナ、ヴィクサ、チカロフスク、セミョノフ、ペルヴォマイスク、ザヴォルジエなどがある。

## 標準時
この地域は、モスクワ時間帯の標準時を使用している。時差はUTC+3時間で、夏時間はない。（2011年3月までは標準時がUTC+3、夏時間がUTC+4、同年3月から2014年10月までは通年UTC+4であった）

## 出身者
- マクシム・ゴーリキー - 作家
- ミハイル・ドブロトヴォルスキー（1836年－1874年） - 軍医としてサハリン島に勤務。アイヌ語と日本語を研究し『アイヌ・ロシア語辞典』を完成させた。
- ミハイル・ムラヴィヨフ（1880年－1918年） - 革命家であり日露戦争やロシア内戦、第一次世界大戦にて多大な戦歴を遺した軍人の一人としても知られている。同州ブルドゥコヴォ（ロシア語版）出身